# Vienne-en-Val
Vienne-en-Val là một xã trong tỉnh Loiret, vùng Centre-Val de Loire bắc trung bộ nước Pháp.